# Parc Fundidora

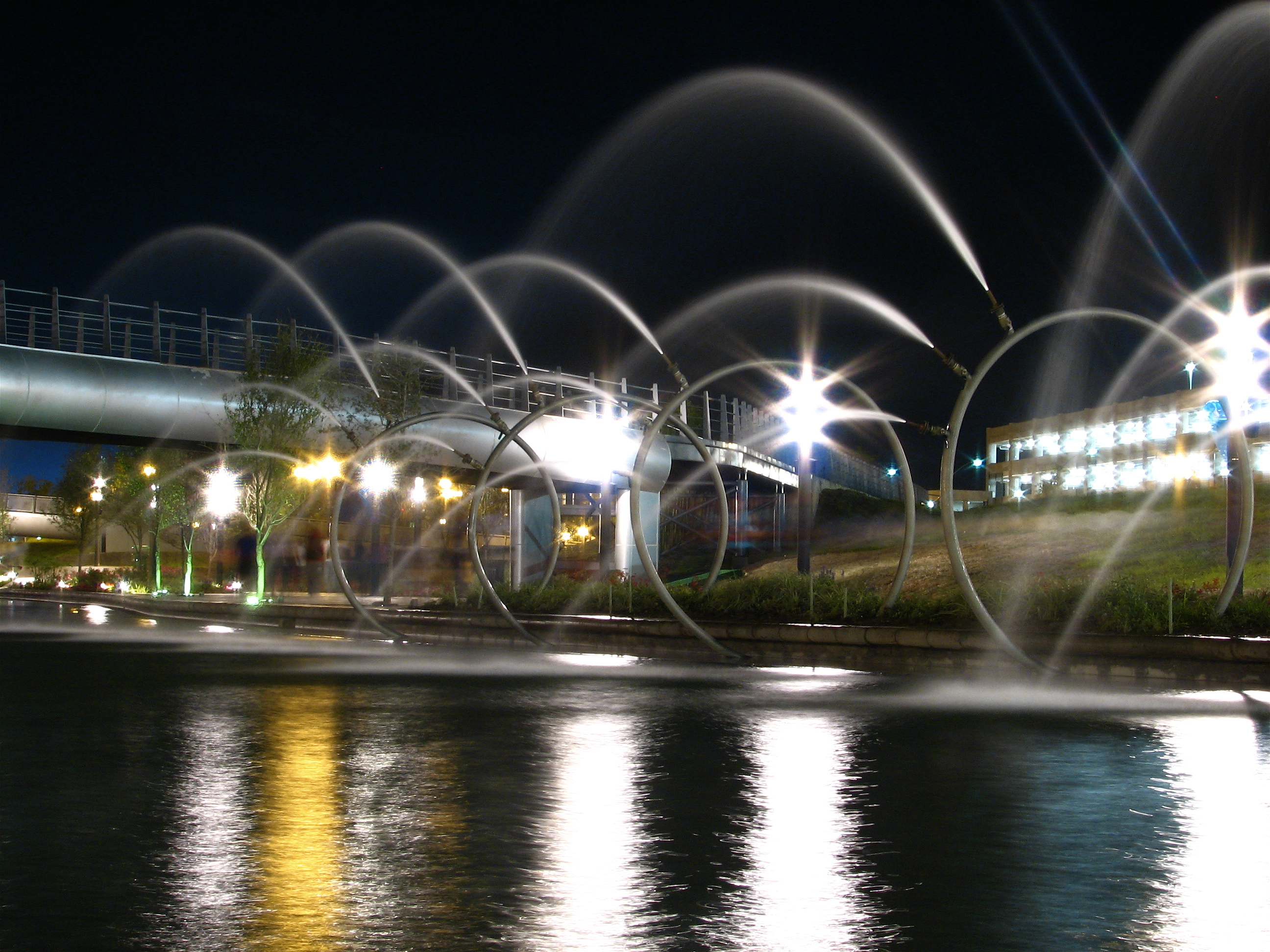
Parc Fundidora

El Parc Fundidora (Parque Fundidora en castellà), és un parc públic localitzat a l'est de la ciutat de Monterrey, Mèxic. És situat a l'antiga propietat de la Compañía Fundidora de Fierra y Acero de Monterey, S.A., centre fabril on s'instal·là el primer alt forn per a la producció d'acer de l'Amèrica Llatina. L'empresa fou nacionalitzada el 1977, fins a la seva fallida el 1986. Dos anys després es creà el Fideïcomís Fundidora per a administrar el Parc Fundidora com a organisme públic descentralitzat.
Amb una superfície de 120 hectàrees, el parc conté diversos edificis industrials, ara històrics i considerats un jaciment arqueològic industrial, així com un llac artificial, pistes, un centre de convencions, un hotel, un museu, el Parc del Barri Sèsam, l'Arena Monterrey, l'arxiu de cinema de Nuevo León, un auditori, altres edificis culturals i una pista de gel. Fou seu del Champ Car en diverses ocasions així com del Fòrum Universal de les Cultures el 2007.